# Забайкальська область
52°02′00″ пн. ш. 113°30′00″ сх. д. / 52.033333333333° пн. ш. 113.5° сх. д.
Забайкальська область — адміністративно-територіальна одиниця Російської імперії та Російської республіки у 1851–1922.

## Географія
Розташовувалася в Східному Сибіру, на південь і схід від Байкалу, тягнулася до Цінської імперії (межувала в районі Маньчжурії та Монголії). На заході і півночі межувала з Іркутською губернією, від якої відокремлювалася майже на всьому протязі озером Байкал, на північному сході — Якутською областю, на сході — Амурською областю.

## Історія
Згідно імператорського указу, наданого Сенату 11 липня 1851 року з Верхньоудинського і Нерчинского округів Іркутської губернії було сформовано Забайкальську область. У 1863 році Кяхтінского градоначальство увійшло до складу Забайкальської області.
Під час російсько-японської війни Забайкальська область мала стратегічне значення. Була тилом російської армії, що діяла в Маньчжурії. Сюди відправляли поранених. Звідси рухалися ешелони з військами та військовим спорядженням.
У 1905 область охопив революційний рух. 22 листопада 1905 в Читі була створена Рада солдатських і козачих депутатів на чолі із Антоном Костюшко-Валюжаничем. Завдяки переходу на бік революціонерів солдат Читинський повіт опинився під владою повсталих. Втім 2 2січня 1906 року повстання було придушено.
Перші відомості про падіння імператора і перехід влади до Тимчасового Уряду були отримано 2 березня 1917 року. 4 березня учасники мітингу робітників і службовців обрали Читинську раду робітничих депутатів на чолі з меншовиком І. Воронцовим. В цей же день було обрано Читинську раду солдатських депутатів на чолі із меншовиком О. Гусєвим. Наступного дня засідання обох Рад обрало Виконавчий Комітет Ради робітничих і солдатських депутатів на чолі з меншовиком В. Анісімовим. 5 березня відбулося зібрання представників політичних партій і громадських організацій, яка створила другий обласний орган влади — Забайкальський Комітет громадської безпеки.
Після більшовицького перевороту у грудні 1917 прийнято рішення про створення Народної ради, якій переходила влада в Забайкальській області. 4 січня 1918 її очолив меншовик І. Ваксберг. Було оголошено про утворення Забайкальської республіки. 16 лютого того ж року більшовики повалили Народну раду, оголосивши владу Рад. Влада перейшла до голови виконкому на чолі із лівими есерами й більшовиками. Втім у серпні 1918 року їх влада впала. Тут було встановлено владу О. Колчака.
З 1919 влада фактично перейшла до отамана Григорія Семенова. Останній у листопаді 1920 року зазнав остаточної поразки. 1920 році стала частиною Далекосхідної республіки, а адміністративний центр області — Чита — столицею республіки. Невдовзі після цього з Забайкальської області було виокремлено Прибайкальську область.
У 1921 частина території області увійшла до складу Бурят-Монгольської автономної області.
У 1922 решту Забайкальської області перетворено на Забайкальську губернію Далекосхідної області РРФСР.

## Адміністративний устрій

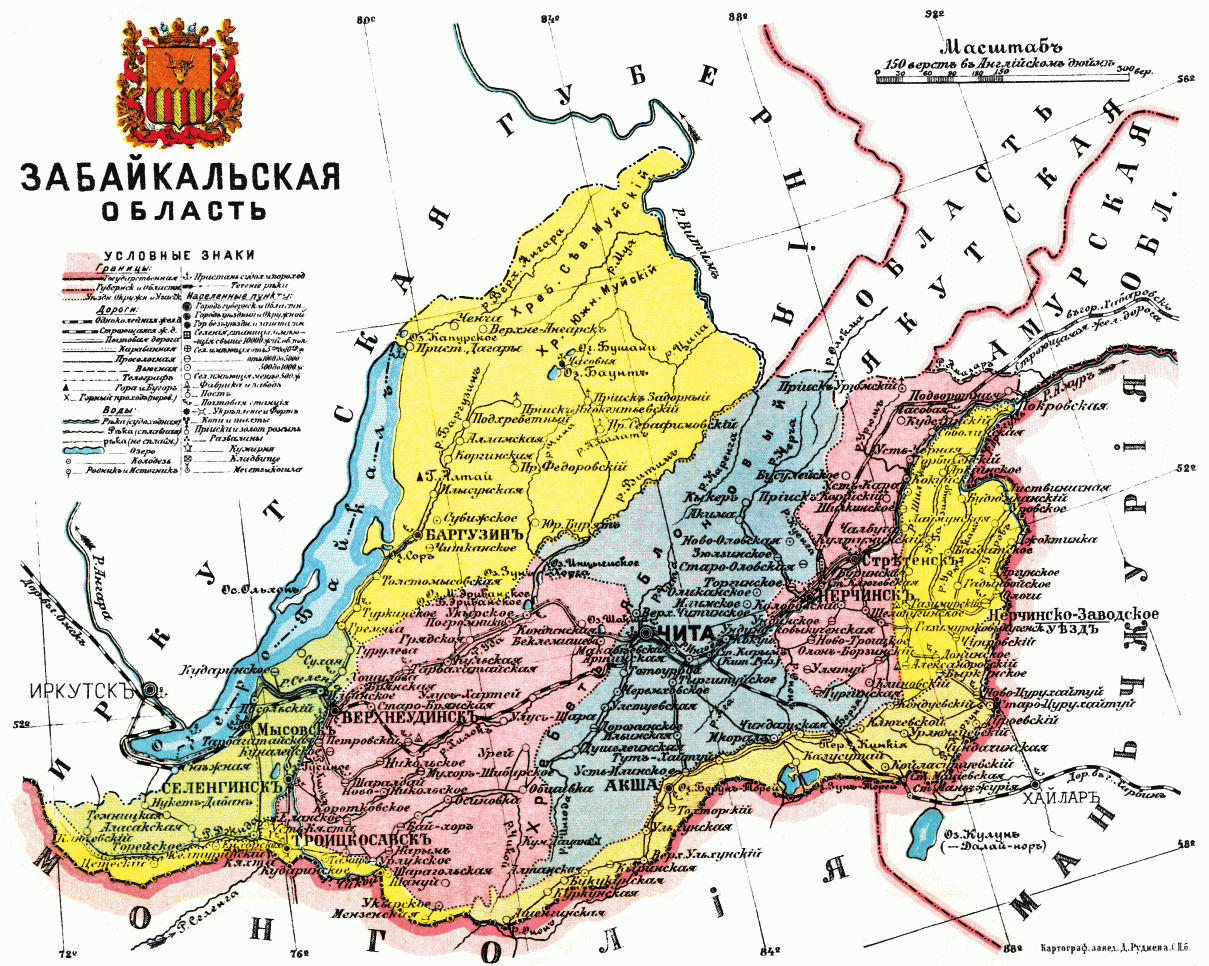
Поділ Забайкальської області

Центром була місто Чита. Спочатку поділялася на 2 округи, з 1871 року — 8 округів, з 1901 року — 8 повітів: Акшинський, Баргузинський, Верхньоудинський, Нерчинський, Нерчинсько-Заводський, Селенгінський, Троїцькосавський, Читинський, а також Агінський аймак бурятів. Було 7 міст (Баргузин, Селенгінськ, Троїцкосавськ, Верхньоудинськ, Чита, Нерчинськ і Акша) і 750 селищ, поселень і хуторів.
На чолі стояв військовий губернатор, який підпорядковувався Східносибірському генерал-губернаторові, з 1884 року — Приамурському генерал-губернаторові, з 1906 року — Іркутському генерал-губернаторові. Військовий губернатор водночас був наказним отаманом Забайкальського козачого війська. На чолі округ перебували начальники, яким також підпорядковувалися козачі станиці.

### Військові губернатори
- Павло Запольський (1851—1855)
- Михайло Корсаков (1855—1860)
- Євген Жуковський (1860—1863)
- Микола Дитмар (1864—1874)
- Іван Педашенко (1874—1880)
- Лука Ільяшевич (1880—1884)
- Яків Барабаш (1884—1888)
- Михайло Хорошхін (1888—1893)
- Євген Мацієвський (1893—1901)
- Іван Надаров (1901—1904)
- Іван Холщевніков (1904—1906)
- Аркадій Сичевський (1906)
- Михайло Ебель  (1906—1910)
- Василь Косов (1910—1912)
- Андрій Кияшко (1912—1917)
- Володимир Мустафін (1917)

### Голова Народної ради
- І. А. Ваксберг (січень-лютий 1918)

### Голова виконкому
- І.Бутін (лютий-серпень 1918)

### Тимчасовий начальник
- Григорій Семенов (1918—1920)

## Населення
Чисельність населення в 1892 році становило 590 тис. осіб, зокрема 303 200 чоловіків. Згідно перш9ого загальноросійського перепису в області мешкало 672 037 осіб, з них 342543 чоловіків. Переважання чоловіків пояснюється щорічним прибуттям вільних переселенців і засланців на каторги. На 1912 року чисельність становила 893 тис. осіб, з яких росіяни складали 66,8 %, буряти — 27,2 %.
Прикордонні козаки, Забайкальський городовий козачий полк, станичні козаки, тунгуський і бурятські полки, населення, що жило осіло в прикордонній смузі, склали Забайкальское козацьке військо, яка зобов'язана виставляти 6 кінних полків (по 600 вояків).

## Економіка

### Землеробство і скотарство
Основу становили землеробство, скотарство, добування корисних копалень. Землеробством переважно займалися слов'янські народи, скотарством — буряти, евенки і монголи.
У південній частині області вирощувалися пшениця, жито, ячмінь, гречка, овес і картопля. В меншій кількості збиралися овочі, льон, конопля, баштанні, тютюн. У значній кількості збиралися кедрові горіхи.
До 1892 в області нараховувалося 2 700 000 голів різної худоби, з яких значну частину становили коні, верблюди та дрібна рогата худоба.

### Добування корисних копалень
Видобуток золота в 1861 сягав 207 пудів 13 фунтів; в 1882 — 271 пудів 22 ³ / 4 фунтів. Втім з часом він став падати, оскільки добування велося не системно, у гірників були важкі умови праці, відсутній технагляд.
У 1891 добування золота не перевищувало 198 пудів 1/2 фунтів, але кількість копалень зросла з 48 в 1882 до 83 в 1891.
З 1901 місцеві копальні успішно освоювало Нерчинське золотопромислове товариство.
На момент утворення області ці землі вже пережили піднесення копалень з добування срібла. З 1852 кількість срібла зменшувалося.
У 1863 вже не перевищувала 7 1/2 пудів, а потім тимчасово повністю припинилася. Всього було відомо до 90 родовищ срібних руд, переважно уздовж річки Онон.
Діяли мідні, олов'яні й залізні копальні. На початок XX ст. розробка міді лише почалася, проте бракувало технічних знарядь. Більш перспективними вважалися копальні олова і заліза. завдяки значної кількості залізної руди постійно збільшувалося виробництво чавуну.
Добувався кам'яне та буре вугілля, проте переважно використовувалося для місцевих потреб — в металургійній промисловості, опаленні будівель та байкальського й річкового пароплавства.
В області розташовувалася Нерчинська каторга — комплекс місць ув'язнення при заводах, свинцево-срібних родовищах і золотих копальнях.

### Мисливство і рибальство
Значний відсоток становило полювання та обробка хутра соболів, лисиць, білок. Також полювали на ведмедів, вовків, корсаків і тхорів, добували «панти» — роги марала.
Наявність озера Байкал, великих річок Уда, Аргунь і Амур сприяло розвитку рибальства. В Селенгинському і Баргузинскому повітах омулевий промисел здійснювався в промислових масштабах.

### Торгівля й банки
Через Забайкальську область здійснювалася торгівля з Китаєм. Тому міста Селенгінськ, Верхньоудинськ і Троїцькосавськ стали важливими центрами посередницької торгівлі. В свою чергу внутрішня торгівля була розвинена недостатньо. Діяли Верхньоудинська (з 1768 року), Агинська (з 1864 року), Зюльзинська (з 1901 року), Акшинська (з 1903 року) і Хоринська ярмарки.
У 1894 відкрито Читинське відділення Державного банку Російської імперії. На початок 1913 року банківський сектор був представлений Міським громадським банком (відкритий в 1903 році), ощадними касами, відділенням Російсько-Азійського комерційного банку (Російсько-Китайського банку), Читинським відділенням Сибірського торгового банку, товариствами взаємного кредиту в містах Чита, Сретенськ і с. Нерчинский Завод, а також кредитними товариствами. Загальне управління ощадними касами було покладено на Державний банк під наглядом Міністерства фінансів. З 1901 по 1902 роки ощадні каси були відкриті при всіх відділеннях Державного банку, казначейства, поштово-телеграфних конторах, при станціях залізниць, митницях, при багатьох фабриках і заводах.

### Транспорт
У 1899 відкрито рух Транссибірською залізницею протягом 1350 верст, від станції Мисове до Стрітенська та до китайського кордону. В 1905 році відкрито рух Навколобайкальській залізниці, в південно-західній частині області.
Головний тракт йшов від Байкалу через Верхньоудинск, Читу і Нерчинськ до станції Стрітенської; далі до Амуру. Влітку переміщення здійснювалися пароплавом, човнами, взимку — льодом річки Шилка. Пересування трактом припинялося два рази на рік. Від головного тракту відокремлювалися поштові шляхи на Баргузин, Троїцкосавськ, Петровський і Нерчинский заводи.